# Roberto Pedrazzi
Roberto Pedrazzi (Modena, 21 settembre 1976) è un ex rugbista a 15 italiano, in carriera attivo nel ruolo di tre quarti centro e 8 volte internazionale per l'Italia.

## Biografia
Nasce a Modena, formandosi rugbisticamente nel Modena Rugby Club.
Nelle stagioni 1995-96 e 1996-97 è il miglior marcatore del campionato di Serie B; nell'estate 1999 viene acquistato dal Parma con il quale disputa la Serie A1 1999-2000. L'anno successivo si trasferisce al Viadana rimanendovi per 7 stagioni; a Viadana conquista lo scudetto 2001-02 e due Coppe Italia.
Nell'estate 2007, dopo aver disputato più di 150 partite in giallo-nero, gioca al GRAN Parma per una stagione; nel 2008-09 fa ritorno al Modena in Serie B, giocando tutte le partite del campionato con la fascia di capitano.
Nel 2009 viene ingaggiato dal Rovigo ove rimane fino al 2012, anno del ritiro dal rugby professionistico.
Nel 2014 è l'allenatore del Badia in Serie A, prima di approdare nel Rovigo lavorando sia come skills coach della prima squadra nel campionato di Eccellenza sia come allenatore della squadra cadetta del Monselice in Serie C. Nel 2019, insieme a Nicola Gatto, è il l'allenatore del Valsugana.

### Carriera internazionale
Nel 2000 viene selezionato nell'Italia A, con la quale continua a disputare incontri nel corso degli anni fino al 2006. Nel 2001 fa il suo esordio internazionale con la maglia azzurra dell'Italia contro la Namibia, il 23 giugno, durante il tour estivo.
Successivamente prende parte a due Sei Nazioni, nel 2002 e nel 2005.

## Palmarès
- Campionati italiani: 1
Viadana: 2001-02
- Coppe Italia: 2
Viadana: 2002-03, 2006-07